# Saint-Julien-du-Verdon
Saint-Julien-du-Verdon è un comune francese di 148 abitanti situato nel dipartimento delle Alpi dell'Alta Provenza della regione della Provenza-Alpi-Costa Azzurra.

## Società

### Evoluzione demografica
Abitanti censiti